# Torymus cruentatus
Torymus cruentatus är en stekelart som först beskrevs av Huber 1927.  Torymus cruentatus ingår i släktet Torymus och familjen gallglanssteklar. Inga underarter finns listade i Catalogue of Life.